# العلاقات النرويجية الزامبية
العلاقات النرويجية الزامبية هي العلاقات الثنائية التي تجمع بين النرويج وزامبيا.

## مقارنة بين البلدين
هذه مقارنة عامة ومرجعية للدولتين:
| وجه المقارنة                                              | النرويج                                                   | زامبيا                         |
| --------------------------------------------------------- | --------------------------------------------------------- | ------------------------------ |
| المساحة (كم2)                                             | 385.21 ألف                                                | 752.62 ألف                     |
| عدد السكان (نسمة)                                         | 5.33 مليون                                                | 17.09 مليون                    |
| الكثافة السكانية (ن./كم²)                                 | 13.84                                                     | 22.71                          |
| العاصمة                                                   | أوسلو                                                     | لوساكا                         |
| اللغة الرسمية                                             | بوكمول، لغات السامي، نينوشك، اللغة النرويجية              | لغة إنجليزية                   |
| العملة                                                    | كرونة نروجية                                              | كواشا زامبي، كواشا زامبي قديم ‏ |
| الناتج المحلي الإجمالي (بليون دولار)                      | 398.83 مليار                                              | 25.81 مليار                    |
| الناتج المحلي الإجمالي (تعادل القوة الشرائية) بليون دولار | 322.23 مليار                                              | 62.18 مليار                    |
| الناتج المحلي الإجمالي الاسمي للفرد دولار أمريكي          | 74.40 ألف                                                 | 1.30 ألف                       |
| الناتج المحلي الإجمالي للفرد دولار أمريكي                 | 65.61 ألف                                                 | 3.90 ألف                       |
| مؤشر التنمية البشرية                                      | 0.944                                                     | 0.586                          |
| رمز المكالمات الدولي                                      | +47                                                       | +260                           |
| رمز الإنترنت                                              | .no                                                       | .zm                            |
| المنطقة الزمنية                                           | ت ع م+01:00، ت ع م+02:00، توقيت وسط أوروبا، أوروبا/أوسلو ‏ | ت ع م+02:00                    |

## منظمات دولية مشتركة
يشترك البلدان في عضوية مجموعة من المنظمات الدولية، منها:
| علم المنظمة | اسم المنظمة                               | تاريخ انضمام النرويج | تاريخ انضمام زامبيا |
| ----------- | ----------------------------------------- | -------------------- | ------------------- |
|             | البنك الدولي للإنشاء والتعمير             | 27 ديسمبر 1945       | 23 سبتمبر 1965      |
|             | يونسكو                                    | 4 نوفمبر 1946        | 9 نوفمبر 1964       |
|             | الاتحاد البريدي العالمي                   | ?                    | ?                   |
|             | منظمة التجارة العالمية                    | 1995                 | ?                   |
|             | وكالة ضمان الاستثمار متعدد الأطراف        | 9 أغسطس 1989         | 6 يونيو 1988        |
|             | البنك الإفريقي للتنمية                    | 1963                 | ?                   |
|             | الاتحاد الدولي للاتصالات                  | 1866                 | 23 أغسطس 1965       |
|             | منظمة الشرطة الجنائية الدولية             | ?                    | ?                   |
|             | مؤسسة التمويل الدولية                     | 20 يوليو 1956        | 23 سبتمبر 1965      |
|             | الأمم المتحدة                             | 27 نوفمبر 1945       | 1 ديسمبر 1964       |
|             | مؤسسة التنمية الدولية                     | 24 سبتمبر 1960       | 23 سبتمبر 1965      |
|             | منظمة حظر الأسلحة الكيميائية              | ?                    | ?                   |
|             | المركز الدولي لتسوية المنازعات الاستشارية | 15 سبتمبر 1967       | 17 يوليو 1970       |

## وصلات خارجية
- موقع وزارة الخارجية النرويجية